# Thẻ thanh toán
1. Issuing bank logo
2. EMV chip
3. Hologram
4. Card number
5. Card brand logo
6. Expiration date
7. Cardholder's name

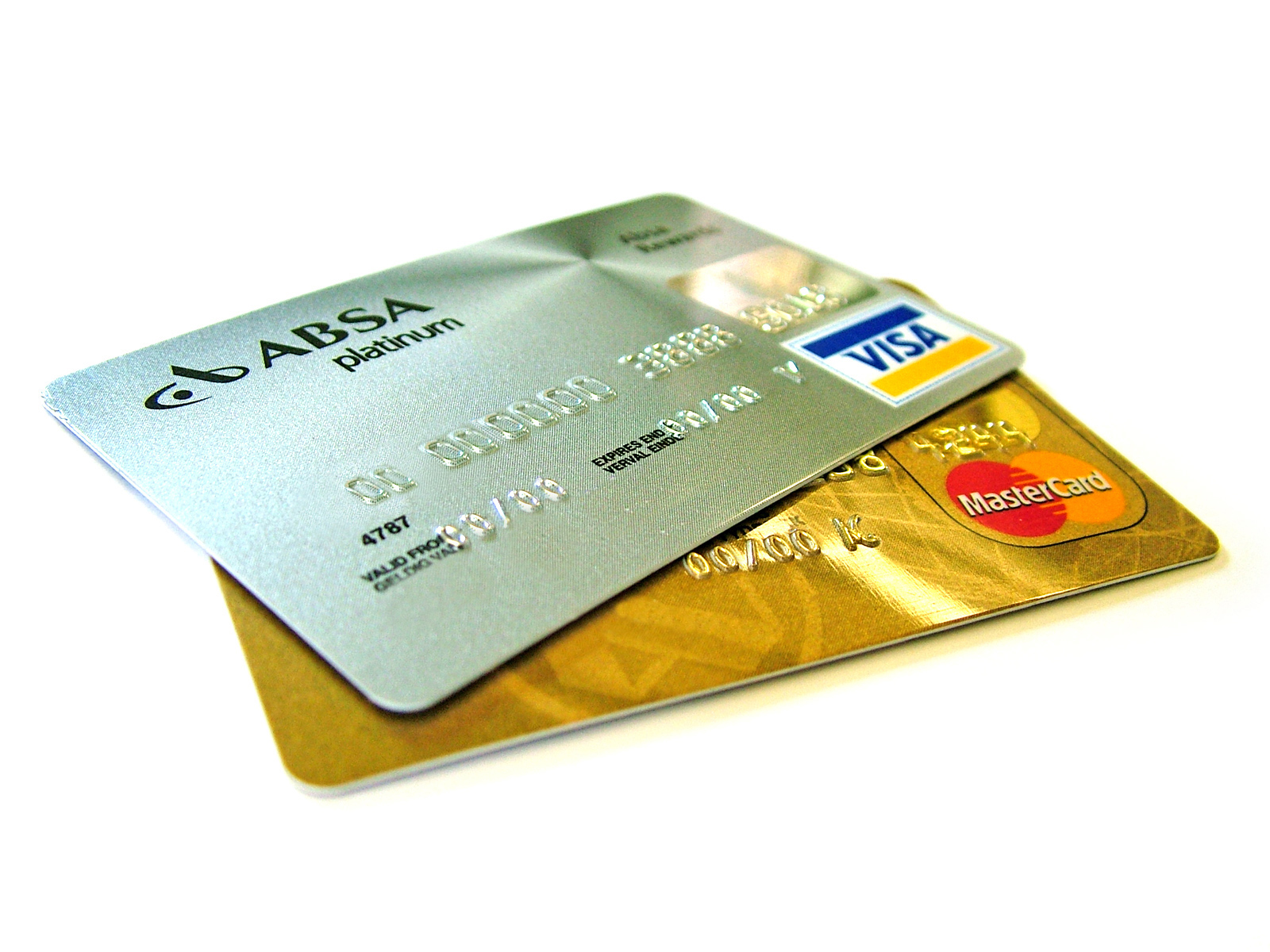
Ví dụ về hai thẻ tín dụng

Một ví dụ về mặt trước của thẻ ghi nợ thông thường:

Thẻ thanh toán là một phần của hệ thống thanh toán do các tổ chức tài chính, như ngân hàng, cung cấp cho khách hàng, cho phép chủ sở hữu (chủ thẻ) truy cập tiền vào tài khoản ngân hàng được chỉ định của khách hàng hoặc thông qua tài khoản tín dụng và thanh toán bằng chuyển tiền điện tử và truy cập máy rút tiền tự động (ATM). Những thẻ như vậy được biết đến bằng nhiều tên bao gồm thẻ ngân hàng, thẻ ATM, MAC (thẻ truy cập tiền), thẻ khách hàng, thẻ tiền mặt.
Có một số loại thẻ thanh toán, phổ biến nhất là thẻ tín dụng và thẻ ghi nợ. Thông thường nhất, thẻ thanh toán được liên kết điện tử với 1 tài khoản hoặc các tài khoản thuộc về chủ thẻ. Các tài khoản này có thể là tài khoản tiền gửi hoặc tài khoản cho vay hoặc tín dụng và thẻ là phương tiện để xác thực chủ thẻ. Tuy nhiên, thẻ lưu trữ giá trị lưu trữ tiền trên chính thẻ đó và không nhất thiết phải được liên kết với tài khoản tại một tổ chức tài chính.
Nó cũng có thể là một thẻ thông minh chứa số thẻ duy nhất và một số thông tin bảo mật như ngày hết hạn hoặc CVVC (CVV) hoặc có một dải từ ở mặt sau cho phép các máy khác nhau đọc và truy cập thông tin. Tùy thuộc vào ngân hàng phát hành và sở thích của khách hàng, điều này có thể cho phép thẻ được sử dụng làm thẻ ATM, cho phép giao dịch tại các máy rút tiền tự động; hoặc dưới dạng thẻ ghi nợ, được liên kết với tài khoản ngân hàng của khách hàng và có thể được sử dụng để mua hàng tại điểm bán; hoặc dưới dạng thẻ tín dụng gắn liền với hạn mức tín dụng quay vòng do ngân hàng cung cấp.
Hầu hết các thẻ thanh toán, chẳng hạn như thẻ ghi nợ và thẻ tín dụng cũng có thể hoạt động như thẻ ATM, mặc dù thẻ chỉ có ATM cũng có sẵn. Thẻ và thẻ độc quyền không thể được sử dụng làm thẻ ATM. Việc sử dụng thẻ tín dụng để rút tiền mặt tại ATM được đối xử khác với giao dịch POS, thường thu hút chi phí lãi suất kể từ ngày rút tiền mặt. Mạng lưới liên ngân hàng cho phép sử dụng thẻ ATM tại ATM của các nhà khai thác tư nhân và tổ chức tài chính khác với các tổ chức phát hành thẻ.
Tất cả các máy ATM tối thiểu sẽ cho phép rút tiền mặt của khách hàng của chủ sở hữu máy (nếu là máy do ngân hàng vận hành) và đối với các thẻ được liên kết với bất kỳ mạng ATM nào mà ngân hàng có liên kết. Máy sẽ báo cáo số tiền được rút ra và bất kỳ khoản phí nào được tính bởi máy khi nhận. Hầu hết các ngân hàng và công đoàn tín dụng sẽ cho phép các giao dịch ngân hàng liên quan đến tài khoản thông thường tại ATM của ngân hàng, bao gồm tiền gửi, kiểm tra số dư của tài khoản và chuyển tiền giữa các tài khoản. Một số có thể cung cấp các dịch vụ bổ sung, chẳng hạn như bán tem bưu chính.
Đối với các loại giao dịch khác qua điện thoại hoặc ngân hàng trực tuyến, việc này có thể được thực hiện bằng thẻ ATM mà không cần xác thực trực tiếp. Điều này bao gồm các yêu cầu về số dư tài khoản, thanh toán hóa đơn điện tử hoặc trong một số trường hợp, mua hàng trực tuyến.
Thẻ ATM cũng có thể được sử dụng trên các máy ATM ngẫu hứng, chẳng hạn như "ATM mini", thiết bị đầu cuối thẻ của thương nhân cung cấp các tính năng ATM mà không cần bất kỳ ngăn kéo tiền mặt nào. Những thiết bị đầu cuối cũng có thể được sử dụng như là không dùng tiền mặt scrip máy ATM bằng việc thu tiền trả cho biên lai họ phát hành vào thời điểm của POS.